# فقدان كتلي

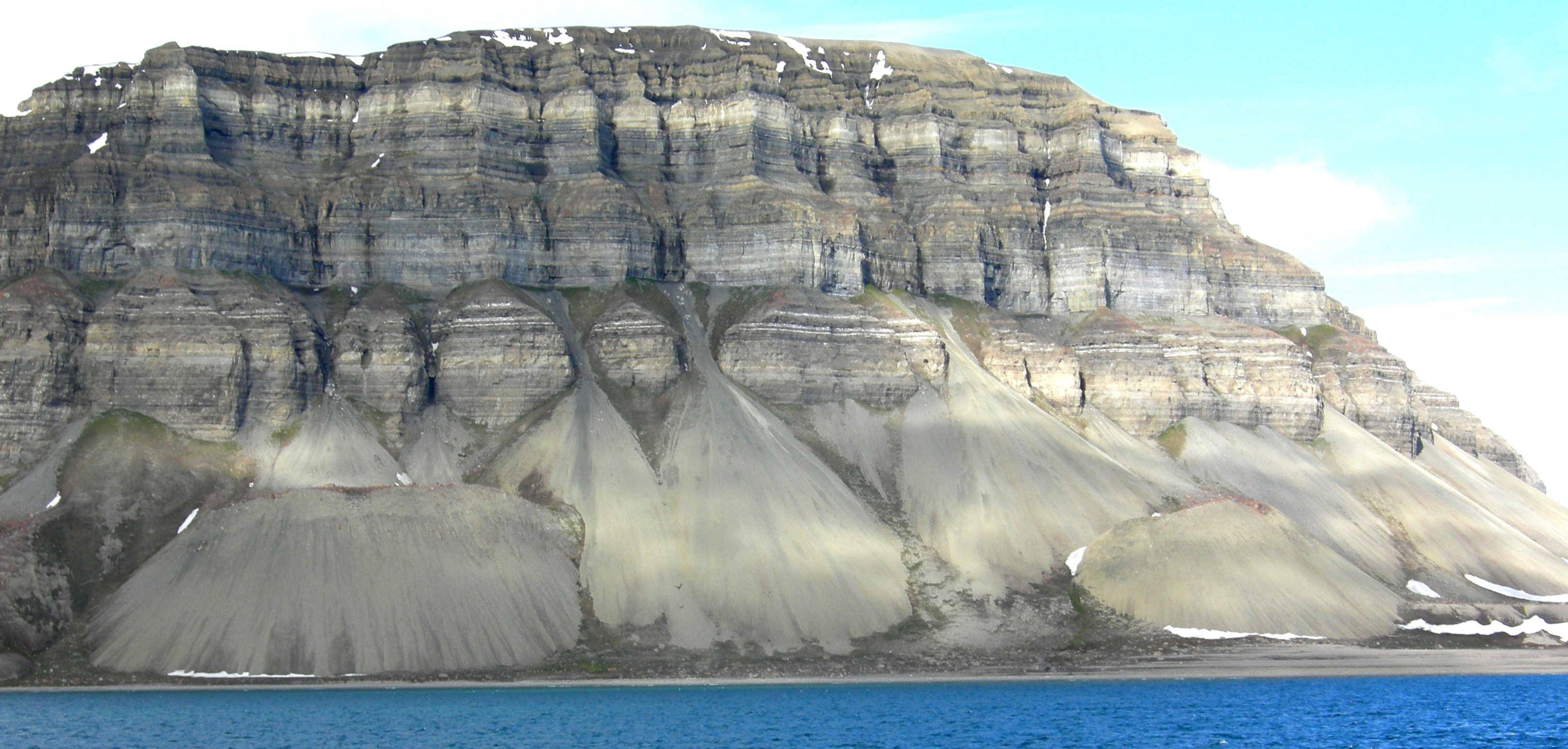
مخاريط تالوس ناتجة عن فقدان كتلي. موجودة في الشاطئ الشمالي لإسفيورد ، سفالبارد ، النرويج

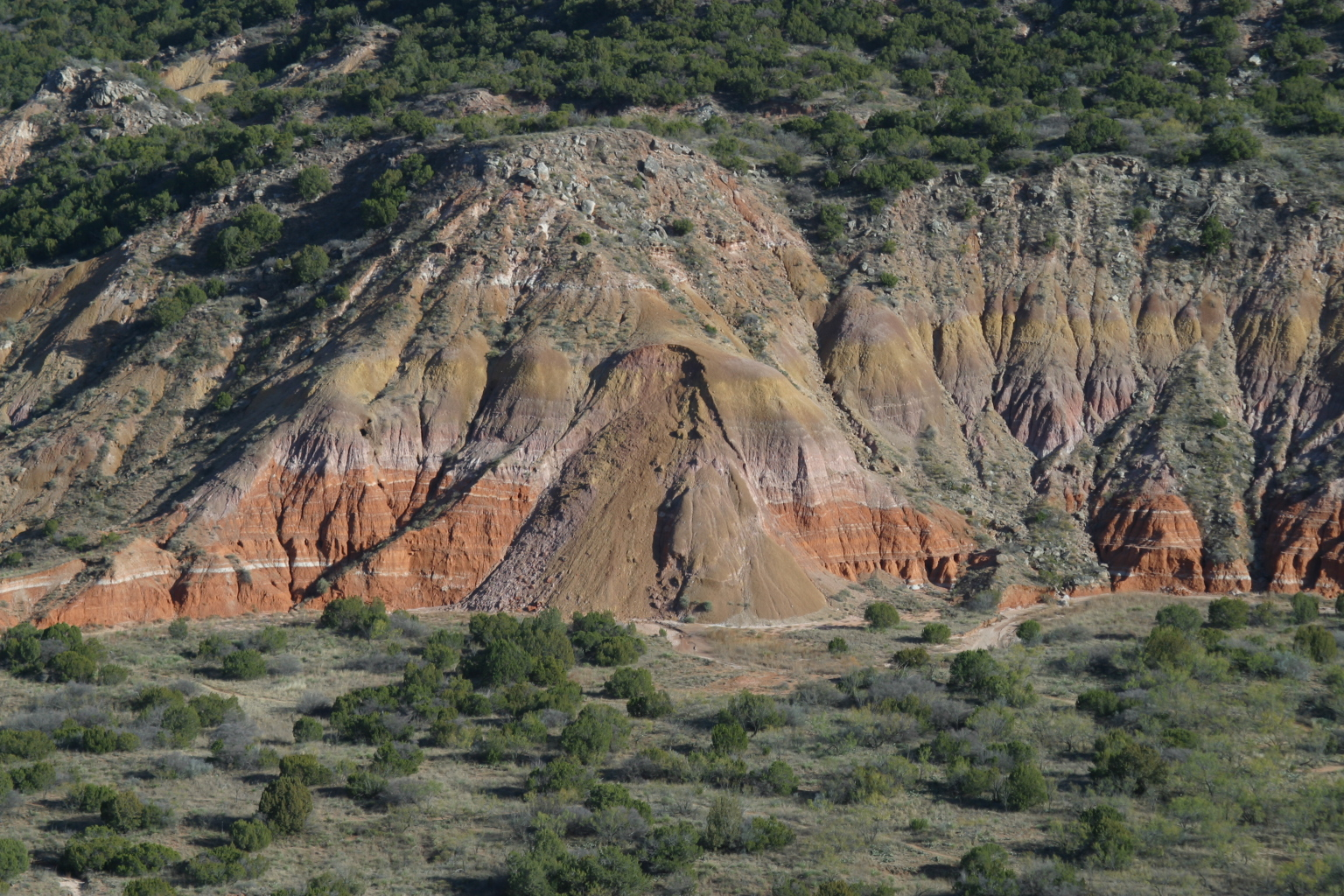
الفقدان الكتلي في بالو دورو كانيون ، غرب تكساس (2002)

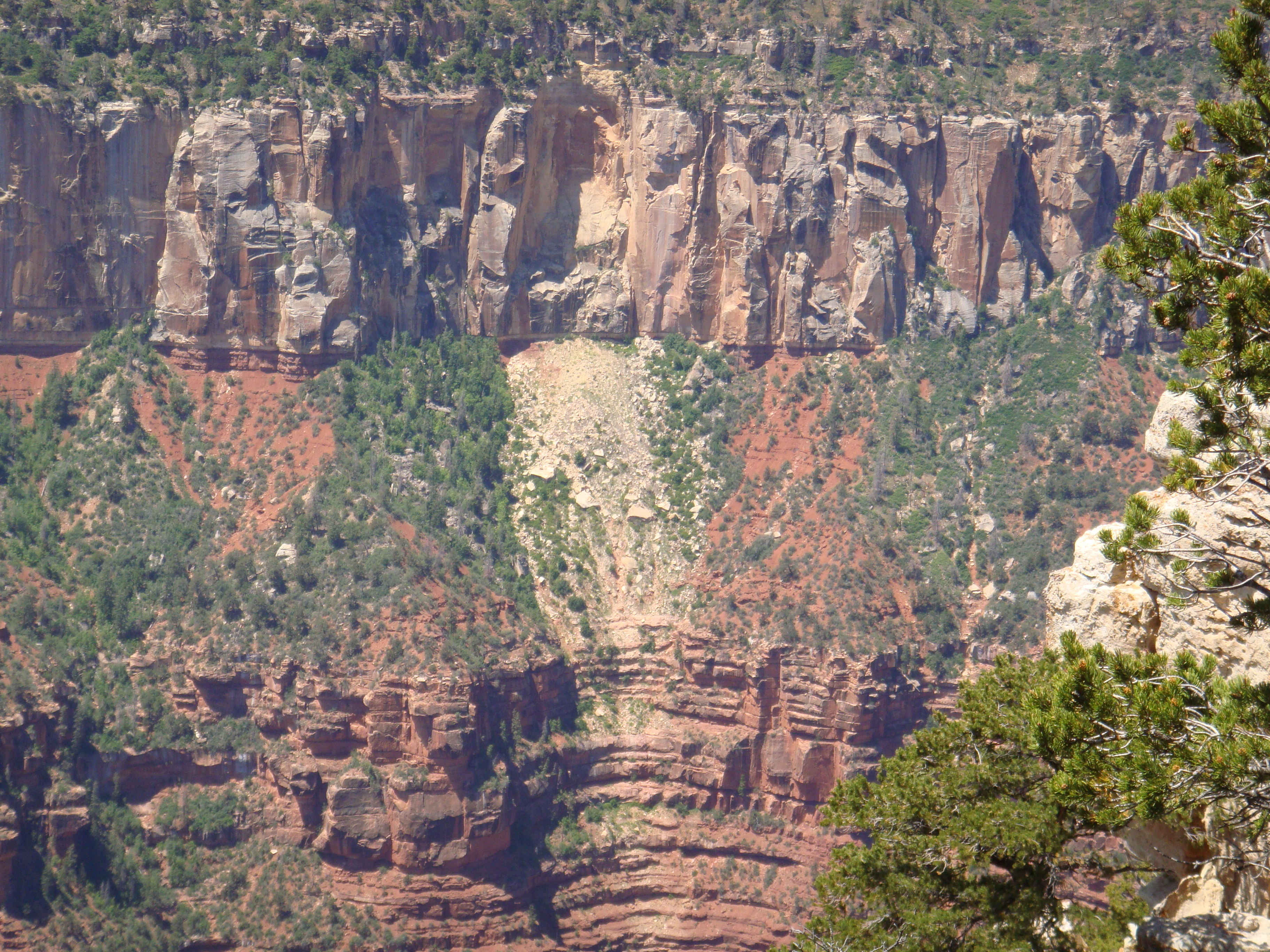
منحدر صخري في منتزه جراند كانيون الوطني

الفقدان الكتلي و المعروف أيضًا باسم الحركة الكتلية،  هو مصطلح عام لحركة الصخور أو التربة أسفل المنحدرات والذي يسببه تأثير قوة الجاذبية . تختلف الحركة الكتلية عن عمليات التعرية الأخرى من حيث أن الحطام المنقول عن طريق الفقدان الكتلي لا ينحصر في وسط متحرك ، مثل الماء أو الرياح أو الجليد فقد تشمل أنواع الفقدان الكتلي الزحف ، والانهيار ، والانهيارات الصخرية ، والسيل الحطامي الوحلي ، والانهيارات الأرضية ولكل منها سماتها المميزة و قد يحدث على مدى فترات زمنية تتراوح من ثوانٍ إلى مئات السنين. يحدث الفقدان الكتلي على كل من المنحدرات الأرضية والمنحدرات تحت الماء وقد لوحظ على الأرض ، والمريخ ، والزهرة ، وأقمار المشتري آيو ، وعلى العديد من الأجسام الأخرى في النظام الشمسي .
يعتبر الانخساف أحيانًا شكلاً من أشكال الفقدان الكتلي. و هناك فرق بين كلًا من الفقدان الكتلي الناتج عن طريق الانخساف و الذي يتضمن القليل من الحركة الأفقية ، والفقدان الكتلي الناتج عن حركة المنحدرات .
يمكن أن تكون أحداث الفقدان الكتلي السريع مثل الانهيارات الأرضية ، مميتة ومدمرة. و يشكل الفقدان الكتلي التدريجي مثل زحف التربة تحدياتًا أمام الهندسة المدنية ، حيث يمكن للزحف أن يشوه الطرق والهياكل ويكسر خطوط الأنابيب. و تشمل طرق التخفيف من هذه المخاطر كلًا من تثبيت المنحدرات وبناء الجدران وبناء سدود تجمع المياه أو غيرها من الهياكل لاحتواء تدفقات الصخور أو الحطام ، والتشجير ، أو تحسين الصرف من مناطق المصدر.

## أنواع الفقدان الكتلي
الفقدان الكتلي هو مصطلح عام لأي عملية تآكل ناتجة عن الجاذبية والتي لا يتم فيها جر التربة والصخور المنقولة في وسط متحرك مثل الماء أو الرياح أو الجليد.  عادة ما يساعد وجود الماء على الفقدان الكتلي و لكن الماء ليس وفيرًا بما يكفي لاعتباره وسيلة نقل. وبالتالي ، فإن التمييز بين الفقدان الكتلي وانجراف التيار يكمن بين السريان الطيني (الفقدان الكتلي) والتيار الموحل جدًا (انجراف التيار) ، بدون تمييز واضح.  هناك العديد من أشكال الفقدان الكتلي ولكل منها سماته المميزة وقد يحدث الفقدان الكتلي على مدار فترات زمنية تتراوح من ثوانٍ إلى مئات السنين. 
يمكن تصنيف الحركات الجماعية على نطاق واسع على أنها زحف أو انهيارات أرضية وذلك استنادًا على كيفية تحرك كلًا من التربة أو الحطام الصخري أو الصخور على المنحدر.  يعتبر الانخساف أحيانًا أيضًا شكلاً من أشكال الفقدان الكتلي.  و هناك فرق بين كلًا من الفقدان الكتلي الناتج عن طريق الانخساف و الذي يتضمن القليل من الحركة الأفقية  ، والفقدان الكتلي الناتج عن حركة المنحدرات .

### الزحف

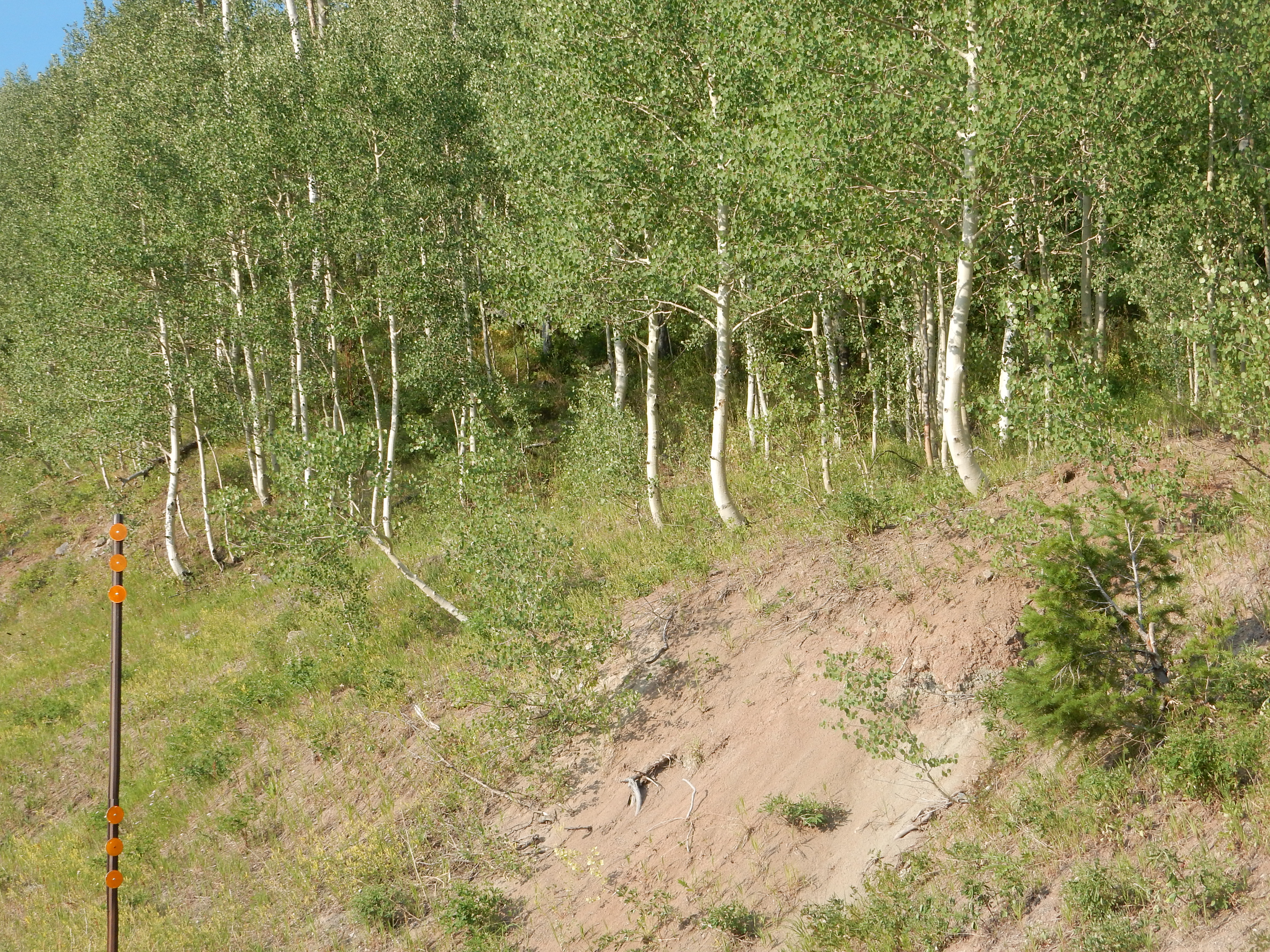
جذوع الأشجار المنحنية بسبب زحف التربة في جراند ميسا ، كولورادو ، الولايات المتحدة

زحف التربة هو حركة كتلية بطيئة وطويلة الأجل حيث توجه الجاذبية تدريجيًا مجموعة الحركات الصغيرة للتربة أو الصخور التي حدثت في اتجاهات مختلفة بمرور الوقت إلى الأسفل وكلما كان المنحدر أكثر انحدارًا ، زادت سرعة الزحف. يسبب الزحف انحناء الأشجار والشجيرات للحفاظ على عموديتها ، ويمكن لذلك ان يؤدي إلى حدوث انهيارات أرضية إذا فقدت هذه الأشجار جذورها. يمكن أن تهاجر التربة السطحية بسبب دورات التجميد والذوبان ، أو درجات الحرارة الساخنة والباردة حيث قد تتجه ببطء نحو قاع المنحدر لتشكل المدرجات . غالبًا ما يسبق الانهيارات الأرضية زحف التربة المصحوب بنزع التربة - التربة الرخوة التي تتساقط وتتراكم عند قاعدة الأجزاء الزاحفة الأكثر انحدارًا. 

#### انزلاق التربة
انزلاق التربة هو شكل من أشكال الزحف ويعد من مظاهر مناخ القطب الشمالي أو جبال الألب. يحدث في التربة المشبعة بالرطوبة التي تذوب خلال أشهر الصيف لتزحف إلى أسفل المنحدرات و على منحدرات معتدلة خالية نسبيًا من الغطاء النباتي والتي يتواجد تحتها التربة الصقيعية التي تتلقى إمدادًا ثابتًا من الحطام الجديد عن طريق التجوية . لا يقتصر تأثير انزلاق التربة على القنوات بل قد يؤثر على المنحدر بأكمله ويمكنه أن ينتج أشكالًا شبيهة بالشرفة أو أنهارًا حجرية . 

### الانهيار الأرضي

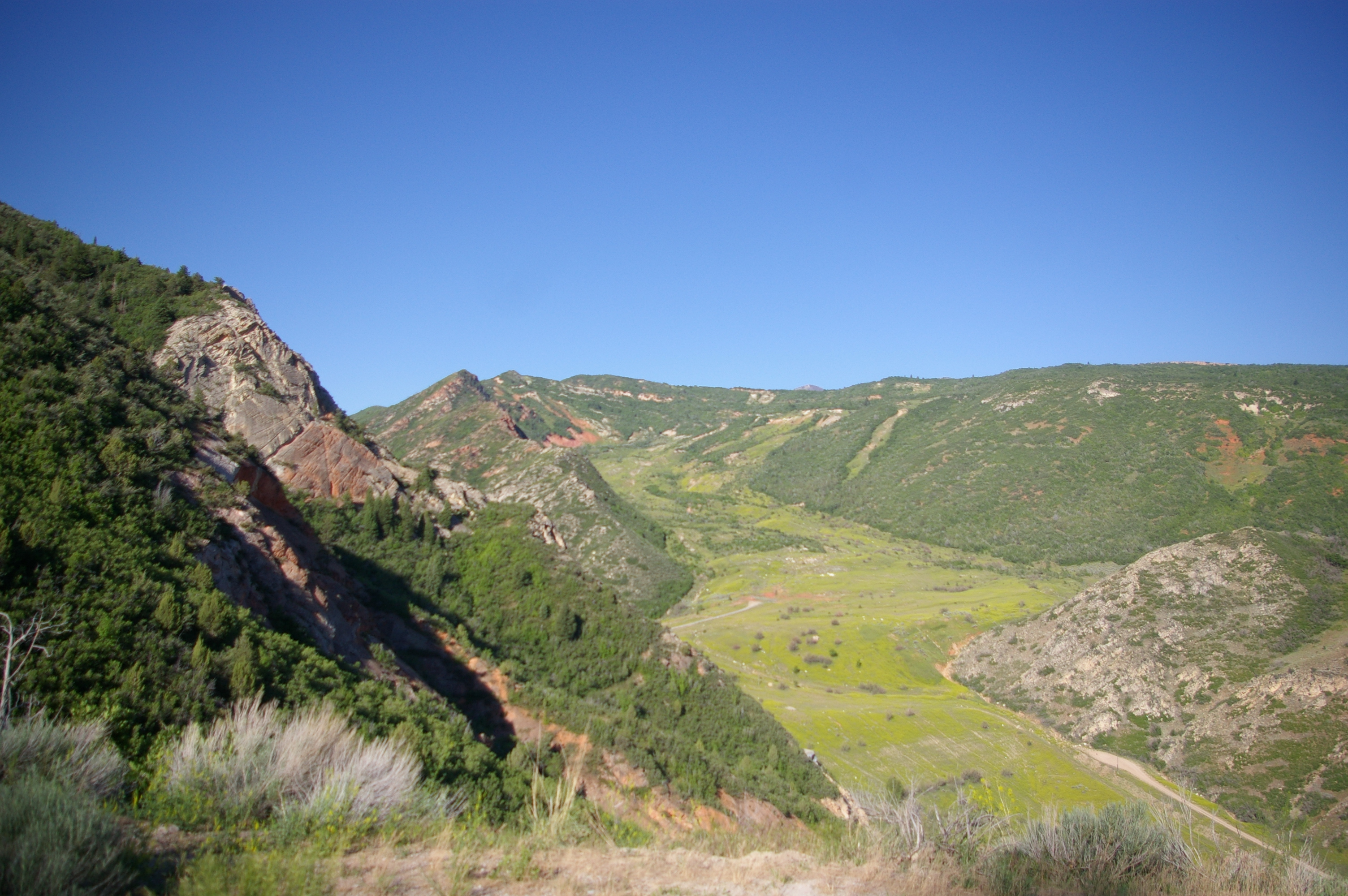
Thistle، Utah Earthflow ينظر من الولايات المتحدة الطريق 6 منطقة الراحة

الانهيار الأرضي و الذي يُطلق عليه أيضًا الانسياب الأرضي ،  هو حركة سريعة نسبيًا لكتلة كبيرة من الأرض والصخور الى أسفل التل أو سفح الجبل. يمكن تصنيف الانهيارات الأرضية بشكل أكبر من خلال أهمية المياه في عملية الفقدان الكتلي. الانهيارات الأرضية تحديدًا هي حركة سريعة لكميات كبيرة من الحطام الجاف نسبيًا الى أسفل المنحدرات المتوسطة إلى شديدة الانحدار و مع زيادة كمية المياه ، يأخذ الفقدان الكتلي شكل سيل حطامي وحلي ، ثم انسياب أرضي ، ثم سريان طيني . قد تؤدي الزيادة الإضافية في كمية المياه إلى حدوث فيضان سطحي ، وهو شكل من أشكال تعرية السطح بدلاً من الفقدان الكتلي. 

## حوادث
على الأرض ، يحدث الفقدان الكتلي على المنحدرات الأرضية والمنحدرات تحت الماء.  يعد الفقدان الكتلي تحت الماء شائعًا بشكل خاص على طول السواحل الجليدية حيث تتراجع الأنهار الجليدية ويتم إطلاق كميات كبيرة من الرواسب. يمكن للشرائح الغواصة أن تنقل كميات هائلة من الرواسب لمئات الكيلومترات في غضون ساعات قليلة. 
يعد الفقدان الكتلي ظاهرة شائعة في جميع كواكب النظام الشمسي ، ويحدث حيث يتم فقدان المواد المتطايرة من الحطام الصخري . وقد لوحظ هذا الفقدان الكتلي على كوكب المريخ ، وآيو ، وتريتون ، وربما يوروبا وجانيميد .  يحدث الفقدان الكتلي أيضًا في المناطق الاستوائية من المريخ ، حيث تنحدر الرواسب اللينة الغنية بالكبريتات بسبب تعرية الرياح.  الفقدان الكتلي على كوكب الزهرة مرتبط بالتضاريس الوعرة لسطح الكوكب .  يحدث الفقدان الكلي في كوكب ايو في البراكين.

## الرواسب والتضاريس
يؤثر الفقدان الكلي على الجيومورفولوجيا ، غالبًا بطرق دقيقة وصغيرة التأثير ، ولكن في بعض الأحيان تأثيرها ضخم. 
نادرًا ما يكون زحف التربة واضحًا ولكن يمكن أن ينتج عنه تأثيرات خفية مثل انحناء نمو اشجار الغابة والأسوار وأعمدة الهاتف. ينتج عن زحف التربة أحيانًا منخفضات منخفضة ومنخفضات ضحلة.  من نتائج انزلاق التربة رواسب مفصصة أو شبيهة بالصفائح ، مع حواف محددة إلى حد ما ، حيث يتم توجيه الكتل الصخرية (شظايا الصخور) بشكل عمودي على محيط الرواسب. 
يمكن أن ينتج عن انهيار الصخور ركام حصى في أسفل المنحدرات. الدليل الواضح لانهيار الصخور هو الأنهار الجليدية الصخرية ، والتي تتكون من صخور المنحدرات التي تغمرها الأنهار الجليدية. 
يمكن أن تنتج الانهيارات الأرضية منحدرات ومدرجات صغيرة تشبه الشرفة.  رواسب الانهيارات الأرضية مرتبة بشكل عشوائي. قد يظهر الطين كتل طينية ممتدة (ظاهرة تسمى بوديناج ) ومناطق قص مركّزة
. 
تتخذ رواسب تدفق الحطام شكل مسارات طويلة وضيقة من مواد غير مرتبة. قد يكون لها حواجز طبيعية على جوانب المسارات ، وتتكون أحيانًا من عدسات شظايا صخرية بالتناوب مع عدسات مادة ترابية دقيقة الحبيبات.  تدفقات الحطام الكثير من المنحدرات العلوية غالبًا ماتشكل مراوح طميية . 

## الأسباب
العوامل او ( الاسباب) يمكن تقسيم مسببات الفقدان الكتلي الى اسباب كامنة واسباب نشطة ( بادئة )، تشمل الاسباب الكامنة كلًا من:
- علم الصخور والتربة، يعد الحطام غير المتماسك او الضعيف أكثر عرضة للفقدان الكتلي مثله مثل المواد التي تفقد التماسك عند بللها.
- علم طبقات الأرض، كالصخور ذات الطبقات الرقيقة والصخور ذات الطبقات المتفاوتة القوة و النفاذ.
- العيوب او الهياكل الجيولوجية الأخرى التي تُضعف الصخور.
- التضاريس، مثل المنحدرات الشديدة او الجُرُف
- المناخ، حيث تؤثر تقلبات الحرارة الشديدة وتكرار التجمد و الذوبان و هطول الامطار بغزارة على الفقدان الكتلي.
- قلة الغطاء النباتي

تشمل الاسباب النشطة كلًا من: 
- تحطم المنحدر بسبب الحفر او التعرية
- زيادة الحِمل بسبب البُنيان
- زيادة رطوبة التربة
- الزلازل [18]

## المخاطر والحد منها
يتسبب الفقدان الكتلي في حدوث مشاكل للهندسة المدنية ، وخاصة في بناء الطرق السريعة . حيث يمكن أن يزيح الطرق والمباني وغيرها من الإنشاءات بالأضافه الى كسر خطوط الأنابيب. تاريخيًا ، كان التخفيف من مخاطر الانهيارات الأرضية على قطع جيلارد لقناة بنما يمثل 55,860,400 متر مكعب (73,062,600 ياردة3) من 128,648,530 متر مكعب (168,265,924 ياردة3) من المواد التي تمت إزالتها أثناء حفر القطع. 
يمكن أن يكون للانهيارات الصخرية أو الانهيارات الأرضية عواقب وخيمة ، فورية ومتأخرة. كانت كارثة أوسو في مارس 2014 بمثابة انهيار أرضي تسبب في مقتل 43 شخصًا في أوسو ، واشنطن ، الولايات المتحدة.  حيث يمكن أن تنشأ العواقب المتأخرة للانهيارات الأرضية من تكوين سدود الانهيارات الأرضية ، كما حدث في ثيستل ، يوتا في أبريل 1983.  
يمكن أن تصبح جوانب البركان شديدة الانحدار مما يؤدي إلى عدم الاستقرار والفقدان الكتلي. يعد هذا الآن جزءًا معروفًا من نمو جميع البراكين النشطة.  يُرى على البراكين الغواصة وكذلك البراكين السطحية:  بركان كاما هوكانالو (سابقًا يعرف بأسم لوهي) في سلسلة جبال هاواي الإمبراطور البحري  وبركان كيكيم جيني في القوس البركاني لجزر الأنتيل الصغرى  هما بركانان مغموران من المعروف أنها تعاني من الفقدان الكتلي . أظهر فشل الجهة الشمالية لجبل سانت هيلين في عام 1980 مدى السرعة التي يمكن أن تتشوه بها جوانب البركان وتفشل. 
تشمل طرق التخفيف من مخاطر الفقدان الكتلي ما يلي:
- التشجير [27] [28]
- بناء الأسوار والجدران أو الخنادق لاحتواء انهيار الصخور [29]
- بناء مستجمعات مياه لاحتواء مخلفات الحطام [30]
- تحسين الصرف للمناطق القريبة [30]
- استقرار المنحدر [31]

## أنظر أيضا
- تعرية
- تصنيف كتلة المنحدر
- ركود (جيولوجيا)

## روابط خارجية
- كلية محيط جورجيا: الهزال الجماعي
- CSU Long Beach: مقدمة في الجغرافيا الطبيعية: مقدمة لعمليات التدرج
- WFPA: المنحدرات الحادة: الجيولوجيا والتضاريس والعواصف والانهيارات الأرضية في ولاية واشنطن
- NPS.gov: الهزال الجماعي